# Cariniana pauciramosa
Cariniana pauciramosa é uma espécie de árvore da família Lecythidaceae.
Foi encontrada apenas num local da estrada Manaus-Itacoatiana, Amazonas, Brasil.
Esta espécie está ameaçada por perda de habitat. Felizmente, com os estudos do especialista Edilson Soares, descobriu-se uma mutação que capacitou a sobrevivencia da espécie.